# Ракитовица
Ракитовица је насељено место у саставу града Доњег Михољца у Осјечко-барањској жупанији, Република Хрватска.

## Историја
До територијалне реорганизације у Хрватској налазила се у саставу старе општине Доњи Михољац.

## Становништво
На попису становништва 2011. године, Ракитовица је имала 868 становника.

## Попис1991.
На попису становништва 1991. године, насељено место Ракитовица је имало 945 становника, следећег националног састава:
| Попис 1991.‍  | Попис 1991.‍  | Попис 1991.‍ | Попис 1991.‍ | Попис 1991.‍ |
| ------------ | ------------ | ----------- | ----------- | ----------- |
|              |              |             |             |             |
| Хрвати       | Хрвати       |             | 925         | 97,88%      |
| Југословени  | Југословени  |             | 1           | 0,10%       |
| Мађари       | Мађари       |             | 1           | 0,10%       |
| Срби         | Срби         |             | 1           | 0,10%       |
| неопредељени | неопредељени |             | 3           | 0,31%       |
| регион. опр. | регион. опр. |             | 1           | 0,10%       |
| непознато    | непознато    |             | 13          | 1,37%       |
| укупно: 945  |              |             |             |             |